# Herb Kolna
Herb Kolna – jeden z symboli miasta Kolno w postaci herbu.

## Wygląd i symbolika
Herb przedstawia świętego Floriana, stojącego z chorągwią i wylewającego wiadro wody na płonący budynek.

## Historia
Kolno taki herb otrzymało 13 października 1765 roku od króla Stanisława Augusta Poniatowskiego. Zachowała się pieczęć miejska z tym wyobrażeniem z 1777 r.